# Kameralamt Freudenstadt
Das Kameralamt Freudenstadt war eine Einrichtung des Königreichs Württemberg, die im Amtsbezirk Besitz und Einkommen des Staates verwaltete. Es bestand von 1806 bis 1922 in Freudenstadt. Das Kameralamt wurde im Rahmen der Neuordnung der Staatsfinanzverwaltung im Königreich Württemberg geschaffen. 

## Geschichte
Dienstsitz war von 1810 bis 1875 in Dornstetten. Laut Verfügung vom 14. Dezember 1874 wurde der Sitz des Kameralamts Dornstetten nach Freudenstadt verlegt.
Gemäß Verordnung vom 6. März 1843 hat das Kameralamt vom aufgelösten Kameralamt Alpirsbach die Orte Loßburg, Reinerzau, Schömberg und Wittendorf übernommen.
Bei der Gleichstellung des Kameralamtsbezirks mit dem Oberamtsbezirk Freudenstadt wurden dem Kameralamt Freudenstadt die bisher zum Kameralamt Altensteig gehörigen Gemeinden Edelweiler, Göttelfingen, Grömbach, Hochdorf und Wörnersberg zugeteilt.